# ليان بانكس
ليان بانكس (بالإنجليزية: Leanne Banks)‏ هي كاتِبة أمريكية، ولدت في 14 مايو 1959 في روانوك في الولايات المتحدة.

## وصلات خارجية
- الموقع الرسمي